# 石見銀山大森郵便局
石見銀山大森郵便局（いわみぎんざんおおもりゆうびんきょく）は、島根県大田市にある郵便局。民営化前の分類では集配特定郵便局であった。

## 概要
住所：〒694-0399 島根県大田市大森町ハ91-3

## 沿革
- 1872年8月4日（明治5年7月1日） - 大森郵便取扱所として開設[1]。
- 1875年（明治8年）1月1日 - 大森郵便局（五等）となる。
- 1876年（明治9年）5月 - 為替取扱を開始。
- 1879年（明治12年） - 貯金取扱を開始。
- 1891年（明治24年）3月16日 - 大森郵便電信局となる。
- 1903年（明治36年）4月1日 - 通信官署官制の施行に伴い大森郵便局となる。
- 1975年（昭和50年）2月5日 - 電話交換業務を石見大田電報電話局に移管[2]。
- 1995年（平成7年）7月24日 - 石見銀山大森郵便局に改称。
- 2007年（平成19年）3月5日 - ゆうゆう窓口を廃止。
- 2007年（平成19年）10月1日 - 民営化に伴い、併設された郵便事業石見大田支店石見銀山大森集配センターに一部業務を移管。
- 2012年（平成24年）10月1日 - 日本郵便株式会社発足に伴い、郵便事業石見大田支店石見銀山大森集配センターを石見銀山大森郵便局に統合。
- 2017年（平成29年）3月13日 - 祖式郵便局から「694-04xx」区域の集配業務を移管。
- 2022年（令和4年）7月1日～8月29日 - 石見銀山大森郵便局開局150周年と世界遺産登録15周年を記念した企画展<大森に郵便局が出来た！>が、同じ大森の町並み地区にある国指定重要文化財熊谷家住宅で開催。

## 取扱内容
- 郵便、印紙、ゆうパック、内容証明
- 貯金、為替、振替、振込、国債
- 生命保険、バイク自賠責保険
- ゆうちょ銀行ATM
- 「694-03xx」「694-04xx」区域（大田市内の一部地域）の集配業務

## 周辺
- 石見銀山

## アクセス
- 石見交通バス 新町停留所下車
- 駐車場あり：3台